# Talara phaeella
Talara phaeella là một loài bướm đêm thuộc phân họ Arctiinae, họ Erebidae.